# チェリャビンスク州

チェリャビンスク州
ロシア語: Челябинская область

チェリャビンスク州（チェリャビンスクしゅう、Челябинская область, Chelyabinsk Oblast）は、ロシア連邦中南部の州（オーブラスチ）。州都はチェリャビンスク。ウラル連邦管区に含まれる。

## 地理
ウラル山脈の南東部、西シベリア平原の西南端に位置する。南にカザフスタンと国境を接する。ロシア連邦内では、西にバシコルトスタン共和国、北にスヴェルドロフスク州、東にクルガン州と隣り合う。大陸性の気候。

## 行政区分

チェリャビンスク州の行政区分

### 主な都市
- チェリャビンスク - 州都
- マグニトゴルスク
- スラトウスト
- ミアス
- トロイツク
- コペイスク
- オジョルスク
- スネジンスク
- キシュティム

## 歴史
1736年にチェリャビンスクに要塞が築かれる。19世紀にシベリア鉄道が開通してから人口が急増した。
1934年1月17日に州として設置された。
2013年2月15日現地時刻9時頃には重さ10トンと見られる隕石が落下し、衝撃波によって多数の人や建物に被害がでる自然災害が発生した。詳細は2013年チェリャビンスク州の隕石落下を参照。

## 産業
自動車産業、金属加工が主要な産業。鉄鉱石、亜鉛などを産する。

## 標準時
この地域は、エカテリンブルク時間帯の標準時を使用している。時差はUTC+5時間で、夏時間はない（2011年3月までは標準時がUTC+5で夏時間がUTC+6、同年3月から2014年10月までは通年UTC+6であった）。